# Цемерув-Кольонія
Цемерув-Кольонія (пол. Ciemierów-Kolonia) — село в Польщі, у гміні Пиздри Вжесінського повіту Великопольського воєводства.
Населення — 186 осіб (2011).
У 1975-1998 роках село належало до Конінського воєводства.

## Демографія
Демографічна структура станом на 31 березня 2011 року:
|          | Загалом | Допрацездатний вік | Працездатний вік | Постпрацездатний вік |
| -------- | ------- | ------------------ | ---------------- | -------------------- |
| Чоловіки | 92      | 22                 | 63               | 7                    |
| Жінки    | 94      | 20                 | 53               | 21                   |
| Разом    | 186     | 42                 | 116              | 28                   |